# Emminkhuizerberg
De Emminkhuizerberg is een heuvel in de gemeente Renswoude in de Nederlandse provincie Utrecht.

## Ligging
De heuvel ligt ten zuiden van Emminkhuizen en zo'n 2,5 kilometer ten zuiden van Renswoude in het zuidelijkste deel van de gemeente. Ten zuidoosten van de heuvel ligt Veenendaal. De heuvel ligt afgezonderd in de Gelderse Vallei en maakt geen deel uit van de grotere stuwwallen in de omgeving, zoals de Utrechtse Heuvelrug.
De heuvel ligt ingeklemd tussen de spoorlijn Utrecht-Arnhem aan de noordkant en de autosnelweg Utrecht-Arnhem (A12) aan de zuidkant. Door de aanleg van deze verbindingen zijn delen van de heuvel vergraven.
De heuvel is ongeveer 21,8 meter hoog en steekt zo'n 15 meter boven het omringende landschap uit. 

## Geschiedenis
De Emminkhuizerberg is ongeveer 150.000 jaar geleden gevormd tijdens de voorlaatste  ijstijd, het Saalien, toen ook andere stuwwallen in Midden-Nederland werden gevormd. De heuvel is een keileemheuvel, bestaande uit rivierzanden die voordien waren afgezet, maar door het landijs werden opgestuwd.
Op de berg lag vroeger het huis Emmickhuizen. Het huis wordt voor het eerst vermeld in 1309. Op 18 juli 1816 was er niet veel meer over van het huis. Het werd toen verkocht en de nieuwe eigenaar brak het af.